# Нечай, Степан Емельянович
Степан Емельянович Неча́й (укр. Степан Омелянович Нечай; 11 ноября 1941, Зборов, Тарнопольская область — 19 мая 2003, Тернополь) — украинский живописец, член Союза художников СССР с 1976 года. Член Национального союза художников Украины, Заслуженный художник Украины с 2000 года. Имя живописца занесено в список Лондонского издания каталога 1989 года «Российские и советские художники с 1900 по 1980 года». Муж художницы, графика, Заслуженного художника Украины Светланы Аркадьевны Нечай.

## Биография
Родился 11 ноября 1941 года в городе Зборов (сейчас Тернопольская область Украины). В 1957 году закончил среднюю школу в Зборове; в 1963 году— Одесское государственное художественное училище имени Грекова; на протяжении 1963—1972 годов с перерывом на военную службу учился на факультете живописи у Киевском художественном институте, где его учителями были корифеи живописи реализма: Владимир Костецкий, Анатолий Пламеницкий, Михаил Хмелько и Виктор Шаталин.
С 1972 року работал в Тернопольском художественном комбинате Художественного фонда Украины. Жил в Тернополе, в доме по улице Князя К.Острожского, № 26 квартира 25. Умер 19 мая 2003 года в Тернополе, где и похоронен.

## Творчество
Работал в сфере станковой живописи, создавал тематические картины, пейзажи, портреты, натюрморты в реалистическом стиле.
Принимал участие в городских, областных, всесоюзных, украинских, зарубежных художественных выставках с 1973 года. Выставки проходили в Тернополе, Львове, Москве, Пензе (Россия), Сливене (Болгария). Персональные выставки организовывались в Тернополе в 1991, 1992 гг., посмертные в 2006, 2011, 2016, и в ноябре 2021 г., приуроченной 80-ти летию со дня рождения. В городе Хмельницком в 2012 году (посмертно).
Отдельные работы художника хранятся в Тернопольском краеведческом музее, Тернопольском художественном музее, Бережанском , Залищицком краеведческих музеях и музее «Театральная Тернопольщина» в Копычинцах, в Зборовском музее «Зборовское сражение 1649 года»

Произведения Степана Емельяновича Нечая, замечательного мастера украинского реализма нашли своё место в коллекциях зарубежных галерей и частных собраниях ценителей реализма по всему миру, а именно в :
Греции, Израиле, США, Канаде , Италии, Германии, Австрии, Польше, в Украине.
Имя живописца занесено в список Лондонского издания каталога 1989 года «Российские и советские художники с 1900 по 1980 года».
С. Е. Нечай исполнил серию изображений архитектурно-культовых и исторических сооружений: «Воздвиженская церковь», «Мартовское солнце», «Тернопольский замок», «Церковь в Плугове», «Козацкий собор в Седневе» (1990-е).
Диорамы
- «Сожжение села» (1986—1987, Музей «Молотківська трагедія» в селе Молотков);
- «Зборовская битва» (1993—1995; в соавторстве с женой: Светланой Нечай и живописцем Аркадием Сорокой); Музей «Зборовское сражение 1649 г.» в городе Зборов.

Среди многочисленных работ мастера некоторые
- «Красная двенадцатка» (1974);
- «Весна на Подоле» (1974);
- «Письма живым» (1975);
- «Аллея» (1976);
- «Беседа о земле» (1977);
- «И. Брикса» (1977);
- «На трассе газопровода „Союз“» (1978);
- «Чемпион тундры» (1979);
- «Мартовские тени» (1979);
- «Первая жатва» (1980);
- «Весенние цветы» (1980);
- «Натюрморт с самоваром» (1980);
- «В родном крае» (1980);
- «Нулевой цикл Сятынской компрессорной» (1980);
- «Победитель соцсоревнований» (1981);
- «Розы» (1981);
- «На лесосплаве» (1982);
- «Натюрморт с розами» (1983);
- «Тарас Шевченко в Почаеве» (1983);
- «В Западном направлении» (1984);
- «Леся» (1985);
- «Солдатки» (1985);
- «С. Хомский» (1985);
- «А. Карпенко» (1986);
- «Теплое утро» (1987);
- «Диалог» (1988);
- «Тяжелые колоски» (1989);
- «Соломия Крушельницкая» (1997);
- «Пророк» (1997);
- «Под Берестечком» (1998);
- «Последний снег» (1999);
- «Вначале марта» (2000).